# アビス・ホライズン
『アビス・ホライズン』（英: Abyss Horizon、中: 深渊地平线）は、中華人民共和国に本社を置く重慶煜顔文化伝播有限公司（shinecolor）が開発したiOS/Android用アクションRPG。日本では2018年6月28日にリリースされ、2021年2月19日にサービス終了。
中華圏での主な略称は艦A（簡体字：舰A）。キャッチコピーは「キミはまだ本物の海戦を知らない」。

## 概要
2013年にサービスを開始した日本のブラウザゲーム『艦隊これくしょん -艦これ-』のヒットに端を発し、中華圏で数多く企画・作成された艦船擬人化を題材とするゲームの1作。shinecolorが2016年に京東商城で実施したクラウドファンディングにより開発資金を調達した『艦隊2次元』が前身とされる。開発スタッフは中国側がメインだが、日本からも設定やシナリオ協力でライター集団のQualiaが参加している。
ジャンルは「艦隊アクションRPG」とされており、3Dグラフィックで描画された擬人化キャラクターの艦姫（ふなひめ）を操作して侵攻勢力の敵キャラクターを倒すことがゲームの目的。複数人のプレイヤーで協力して巨大ボスと戦う「討伐モード」や収集した艦姫を観賞するARモード等が搭載されている。
登場する艦姫は各国海軍の軍艦や海上自衛隊の護衛艦を基に美少女化したものだが、基になった艦船の就役時期は第二次世界大戦期に限定されず19世紀末や冷戦時代、さらには21世紀に建造されたミサイル艦、18世紀の海賊船、未成艦や実際には建造されなかった計画艦なども存在する。舞台設定は「並行世界勢力からの侵略を受けた近未来」とされており、史実をベースとしている訳ではない。

### リリース
中国大陸で開発された「日系ゲーム」の多くと同様に、本作も開発段階から日本の声優をキャスティングして日本語音声の演技を収録している。
本作は2016年以降に日本へ進出した艦船擬人化ジャンルのゲームの多くと異なり、中国でヒットした作品を日本市場向けにローカライズするものではなく当初から日本市場を視野に入れて開発が進められていた。最初にリリースされた日本版は2018年6月28日から上海晨之科（MorningTec）の日本法人であるMorningTec Japan（以下「MTJ」）が運営を行っていたが、同年12月31日付でshinecolorが香港に設立した関連企業の煜顔国際有限公司（Y.Y. Global）に運営権が譲渡されている（MTJからYYへの利用規約を含めた引き継ぎ作業の完了は2019年1月31日付）。
開発国の中国では心動網絡（X.D.）を運営元としてリリース予定だが、2018年秋に中国政府文化部の新作ゲーム審査が停滞した影響からリリースの目処が立たない状態が続き、2020年4月にようやく審査を通過した。こうした事情により、日本版から2年ほど遅れた2020年7月23日からスタートしている。2019年1月にはX.D.のグループ企業である龍成網絡が台湾・香港・マカオで繁体字中文版を、同年5月16日にはYYが韓国版を、12月25日にはIllusion Studiosが英語版をそれぞれリリースした。このうち韓国版は2020年10月30日に終了しており、繁体字中文版は2021年1月29日、日本版は2月19日、英語版は2月28日に終了。最後に残った中国大陸版も7月15日に終了した。

### 終了後の展開
サービス終了から3年経った2024年、本作と同じく重慶煜顔文化伝播が開発した『エタクロニクル:Re』に、本作とのコラボとしてハバクックが実装された。

## 世界観
20XX年の重イオン衝突実験中に発生した爆発事故により、多元並行世界「アビス」に繋がる次元の裂け目が発生。そこから流入したアビスの海水により海面が急上昇し、陸地の90％が水没する大災害を引き起こしてしまう。
更に、海水と共に流入したアビス由来のエネルギー「ヴォイド」に汚染された地球の海洋生物が異形の生命体「アビソール」へ変貌。海底資源を食い尽くし、地上への侵攻をも開始する。
世界各国の科学者は最先端の叡智を結集し、人間に近い形状を持つアビソールの高知能個体鬼姫（おにひめ）が操る「鬼艦装甲」に対抗して「姫艦装甲」を開発することに成功。その適合者である少女たちが各地から召集された。人類の命運を賭けて選ばれた艦姫（ふなひめ）たちと「アビソール」との、大海原を舞台にした壮絶な戦いが幕を開ける。

## 登場艦船・キャスト
中国大陸版では中国語（普通話）キャストの起用で2言語対応が予定されているが、本節では日本語および朝鮮語キャストのみ掲載する。
日本版では旧運営のMTJが公式サイト上で一部キャラクターのMMD用モデルを配布していたが、YYへの運営譲渡に伴い一旦終了していた。これとは別に、日本版の終了発表後にはYYがTwitterに新設した開発チームアカウントでキャラクター原画と3Dモデルを「非商用ならばフリー素材として利用可」とする条件で配布されている。

### 艦姫
アビソールの侵攻に防戦一方だった人類が「鬼艦装甲」を基に開発した「姫艦装甲」の適合者として、世界各地から召集された少女たち。
大日本帝国海軍/海上自衛隊
本作と同じ中国製の艦船擬人化ゲームでは2018年春まで政府が敷いていた規制のため中国版では大日本帝国時代の艦船に限り変名（河蟹）を使用することが多いが、本作の公式サイトや微博の紹介では実名が使われていた。2020年6月開催のβテスト版以降は変名が使用されている。
| 艦種           | 艦級      | 艦名     | 声優           | 備考                              |
| -------------- | --------- | -------- | -------------- | --------------------------------- |
| 戦艦           | 敷島型    | 三笠     | 小倉唯         |                                   |
| 戦艦           | 金剛型    | 金剛     | 種田梨沙       |                                   |
| 戦艦           | 金剛型    | 比叡     | 古木のぞみ     |                                   |
| 戦艦           | 金剛型    | 榛名     | 田中貴子       |                                   |
| 戦艦           | 金剛型    | 霧島     | 西川舞         |                                   |
| 戦艦           | 扶桑型    | 扶桑     | 持月玲依       |                                   |
| 戦艦           | 扶桑型    | 山城     | 小倉唯         |                                   |
| 戦艦           | 伊勢型    | 伊勢     | 古木のぞみ     |                                   |
| 戦艦           | 伊勢型    | 日向     | 佐倉綾音       |                                   |
| 戦艦           | 長門型    | 長門     | 高田憂希       |                                   |
| 戦艦           | 長門型    | 陸奥     | 五十嵐裕美     |                                   |
| 戦艦           | 大和型    | 大和     | 上坂すみれ     |                                   |
| 戦艦           | 大和型    | 武蔵     | 佐倉綾音       |                                   |
| 空母           | 天城型    | 赤城     | 早見沙織       |                                   |
| 空母           | 加賀型    | 加賀     | 雨宮天         |                                   |
| 空母           | 翔鶴型    | 翔鶴     | 秦佐和子       |                                   |
| 空母           | 翔鶴型    | 瑞鶴     | Lynn           |                                   |
| 空母           | 大和型    | 信濃     | 洲崎綾         | βテスト参加者特典（通常入手も可） |
| 軽空母         | －        | 龍驤     | 五十嵐裕美     |                                   |
| 重巡洋艦       | 古鷹型    | 古鷹     | 武田羅梨沙多胡 |                                   |
| 重巡洋艦       | 青葉型    | 青葉     | 木村優         |                                   |
| 重巡洋艦       | 最上型    | 最上     | 高田憂希       |                                   |
| 重巡洋艦       | 最上型    | 三隈     | 佐藤あずさ     |                                   |
| 軽巡洋艦       | 夕張型    | 夕張     | 佐倉綾音       |                                   |
| 軽巡洋艦       | 阿賀野型  | 阿賀野   | 山崎はるか     |                                   |
| 軽巡洋艦       | 阿賀野型  | 能代     | 上田麗奈       |                                   |
| 軽巡洋艦       | 阿賀野型  | 矢矧     | 千本木彩花     |                                   |
| 軽巡洋艦       | 阿賀野型  | 酒匂     | 赤尾ひかる     |                                   |
| 駆逐艦         | 特型II型  | 潮       | 伊藤あすか     |                                   |
| 駆逐艦         | 特型III型 | 暁       | Lynn           |                                   |
| 駆逐艦         | 特型III型 | 響       | 本渡楓         |                                   |
| 駆逐艦         | 特型III型 | 雷       | 長縄まりあ     |                                   |
| 駆逐艦         | 特型III型 | 電       | 小澤亜李       |                                   |
| 駆逐艦         | 白露型    | 時雨     | 久保田梨沙     |                                   |
| 駆逐艦         | 白露型    | 夕立     | 大橋歩夕       |                                   |
| 駆逐艦         | 陽炎型    | 陽炎     | 久保田梨沙     |                                   |
| 駆逐艦         | 陽炎型    | 不知火   | 大野柚布子     |                                   |
| 駆逐艦         | 陽炎型    | 雪風     | 雨宮天         |                                   |
| 駆逐艦         | 秋月型    | 秋月     | 野口瑠璃子     |                                   |
| 駆逐艦         | 秋月型    | 冬月     | 堀籠沙耶       |                                   |
| ミサイル護衛艦 | あたご型  | あたご   | 大橋歩夕       |                                   |
| ミサイル護衛艦 | あたご型  | あしがら | 桑原由気       |                                   |

アメリカ海軍
| 艦種           | 艦級                 | 艦名                 | 声優           | 備考                               |
| -------------- | -------------------- | -------------------- | -------------- | ---------------------------------- |
| 戦艦           | コロラド級           | メリーランド         | 髙野麻美       |                                    |
| 戦艦           | ノースカロライナ級   | ノースカロライナ     | 小山百代       |                                    |
| 戦艦           | ノースカロライナ級   | ワシントン           | 野口瑠璃子     |                                    |
| 戦艦           | アイオワ級           | アイオワ             | 小倉唯         |                                    |
| 戦艦           | アイオワ級           | ニュージャージー     | 山崎はるか     |                                    |
| 戦艦           | アイオワ級           | ミズーリ             | 洲崎綾         |                                    |
| 戦艦           | アイオワ級           | ウィスコンシン       | 上田麗奈       |                                    |
| 空母           | ヨークタウン級       | ヨークタウン         | 桑原由気       |                                    |
| 空母           | ヨークタウン級       | エンタープライズ     | 久保田梨沙     |                                    |
| 空母           | ヨークタウン級       | ホーネット           | 大橋歩夕       |                                    |
| 空母           | エセックス級         | エセックス           | 小澤亜李       |                                    |
| 空母           | ミッドウェイ級       | ミッドウェイ         | 嶺内ともみ     |                                    |
| 軽空母         | －                   | レンジャー           | 村井美里       |                                    |
| 軽空母         | インディペンデンス級 | カボット             | 岡咲美保       |                                    |
| 軽空母         | インディペンデンス級 | バターン             | 雨宮夕夏       |                                    |
| 軽空母         | －                   | チャージャー         | 武田羅梨沙多胡 |                                    |
| 重巡洋艦       | ポートランド級       | ポートランド         | 関根瞳         |                                    |
| 重巡洋艦       | ポートランド級       | インディアナポリス   | 篠原侑         |                                    |
| 重巡洋艦       | ニューオーリンズ級   | ニューオーリンズ     | 持月玲依       |                                    |
| 重巡洋艦       | －                   | ウィチタ             | 山崎はるか     |                                    |
| 重巡洋艦       | アラスカ級           | アラスカ             | 木村優         |                                    |
| 重巡洋艦       | デモイン級           | デモイン             | 古木のぞみ     |                                    |
| 重巡洋艦       | デモイン級           | セーラム             | 会沢紗弥       |                                    |
| ミサイル巡洋艦 | －                   | ロングビーチ         | 石見舞菜香     |                                    |
| ミサイル巡洋艦 | バージニア級         | バージニア           | 樋口桃         |                                    |
| ミサイル巡洋艦 | バージニア級         | テキサス             | 飯田友子       |                                    |
| ミサイル巡洋艦 | バージニア級         | ミシシッピ           | 大野柚布子     |                                    |
| ミサイル巡洋艦 | バージニア級         | アーカンソー         | 武田羅梨沙多胡 |                                    |
| ミサイル巡洋艦 | タイコンデロガ級     | タイコンデロガ       | 篠原侑         |                                    |
| 駆逐艦         | グリッドレイ級       | モーリー             | 鈴木みのり     |                                    |
| ミサイル駆逐艦 | アーレイ・バーク級   | メイソン             | 今井麻夏       |                                    |
| ミサイル駆逐艦 | アーレイ・バーク級   | チェイフィー         | 髙野麻美       |                                    |
| ミサイル駆逐艦 | ズムウォルト級       | マイケル・モンスーア | 嶺内ともみ     |                                    |
| 工作艦         | －                   | ヴェスタル           | 大西沙織       | 強化素材、事前登録50万突破記念報酬 |

イギリス海軍
| 艦種           | 艦級                   | 艦名                       | 声優       | 備考   |
| -------------- | ---------------------- | -------------------------- | ---------- | ------ |
| 戦艦           | クイーン・エリザベス級 | ウォースパイト             | 種田梨沙   |        |
| 戦艦           | ネルソン級             | ネルソン                   | 赤尾ひかる |        |
| 戦艦           | キング・ジョージ5世級  | キング・ジョージ5世        | 小山百代   |        |
| 戦艦           | キング・ジョージ5世級  | デューク・オブ・ヨーク     | 伊藤あすか |        |
| 戦艦           | －                     | ヴァンガード               | 内山夕実   |        |
| 空母           | グローリアス級         | グローリアス               | 今井麻夏   |        |
| 空母           | イラストリアス級       | イラストリアス             | 小野寺瑠奈 |        |
| 空母           | クイーン・エリザベス級 | クイーン・エリザベス       | 種田梨沙   |        |
| 空母           | クイーン・エリザベス級 | プリンス・オブ・ウェールズ | 千本木彩花 |        |
| 空母           | －                     | ハボクック                 | 鈴木みのり | 計画艦 |
| 軽空母         | －                     | アーガス                   | 齋藤小浪   |        |
| 軽空母         | コロッサス級           | シーシュース               | 日笠陽子   |        |
| 軽空母         | アヴェンジャー級       | アヴェンジャー             | 関根瞳     |        |
| 軽空母         | －                     | ユニコーン                 | 小澤亜李   |        |
| 軽空母         | インヴィンシブル級     | インヴィンシブル           | 秦佐和子   |        |
| 重巡洋艦       | ヨーク級               | エクセター                 | 堀籠沙耶   |        |
| 軽巡洋艦       | リアンダー級           | リアンダー                 | 嶺内ともみ |        |
| 軽巡洋艦       | リアンダー級           | アキリーズ                 | 中島唯     |        |
| 軽巡洋艦       | ダイドー級             | ダイドー                   | 長縄まりあ |        |
| 軽巡洋艦       | ダイドー級             | フィービ                   | 高野麻里佳 |        |
| 駆逐艦         | －                     | アンバスケイド             | 中島唯     |        |
| 駆逐艦         | －                     | アマゾン                   | 浜崎奈々   |        |
| 駆逐艦         | E級 (2代)              | エクリプス                 | 黒木ほの香 |        |
| ミサイル駆逐艦 | デアリング級           | デアリング                 | 黒木ほの香 |        |
| ミサイル駆逐艦 | デアリング級           | ダイヤモンド               | 赤尾ひかる |        |

ドイツ海軍
| 艦種           | 艦級                     | 艦名                           | 声優       | 備考 |
| -------------- | ------------------------ | ------------------------------ | ---------- | ---- |
| 戦艦           | ドイッチュラント級       | アドミラル・グラーフ・シュペー | 岡咲美保   |      |
| 戦艦           | ビスマルク級             | ビスマルク                     | Lynn       |      |
| 戦艦           | ビスマルク級             | ティルピッツ                   | 本渡楓     |      |
| 空母           | グラーフ・ツェッペリン級 | グラーフ・ツェッペリン         | 加隈亜衣   |      |
| 重巡洋艦       | アドミラル・ヒッパー級   | アドミラル・ヒッパー           | 長縄まりあ |      |
| 重巡洋艦       | アドミラル・ヒッパー級   | ブリュッヒャー                 | 西川舞     |      |
| 重巡洋艦       | アドミラル・ヒッパー級   | プリンツ・オイゲン             | 田中貴子   |      |
| 軽巡洋艦       | ケーニヒスベルク級       | ケーニヒスベルク               | 大西沙織   |      |
| 軽巡洋艦       | ケーニヒスベルク級       | カールスルーエ                 | 辻あゆみ   |      |
| 軽巡洋艦       | ケーニヒスベルク級       | ケルン                         | 飯田友子   |      |
| 軽巡洋艦       | ライプツィヒ級           | ライプツィヒ                   | 黒木ほの香 |      |
| 駆逐艦         | Z1型                     | レーベレヒト・マース           | 日笠陽子   |      |
| 駆逐艦         | Z1型                     | ゲオルク・ティーレ             | 辻あゆみ   |      |
| ミサイル駆逐艦 | ブランデンブルク級       | ブランデンブルク               | 雨宮夕夏   |      |

フランス海軍
| 艦種           | 艦級               | 艦名             | 声優       | 備考 |
| -------------- | ------------------ | ---------------- | ---------- | ---- |
| 戦艦           | プロヴァンス級     | プロヴァンス     | 綾瀬有     |      |
| 戦艦           | プロヴァンス級     | ロレーヌ         | 雨宮夕夏   |      |
| 戦艦           | ダンケルク級       | ダンケルク       | 樋口桃     |      |
| 戦艦           | リシュリュー級     | リシュリュー     | 綾瀬有     |      |
| 戦艦           | リシュリュー級     | ジャン・バール   | 洲崎綾     |      |
| 空母           | －                 | ベアルン         | 樋口桃     |      |
| 空母           | クレマンソー級     | クレマンソー     | 辻あゆみ   |      |
| 重巡洋艦       | －                 | アルジェリー     | 石見舞菜香 |      |
| 軽巡洋艦       | －                 | ジャンヌ・ダルク | 早見沙織   |      |
| 駆逐艦         | ヴォークラン級     | ヴォークラン     | 関根瞳     |      |
| 駆逐艦         | ル・ファンタスク級 | ル・ファンタスク | 高野麻里佳 |      |
| 駆逐艦         | ル・ファンタスク級 | ル・テリブル     | 鈴木みのり |      |
| 駆逐艦         | モガドール級       | モガドール       | 日笠陽子   |      |
| ミサイル駆逐艦 | フォルバン級       | フォルバン       | 岡咲美保   |      |

イタリア海軍
| 艦種     | 艦級                     | 艦名                     | 声優       | 備考 |
| -------- | ------------------------ | ------------------------ | ---------- | ---- |
| 戦艦     | ヴィットリオ・ヴェネト級 | ヴィットリオ・ヴェネト   | 本渡楓     |      |
| 戦艦     | ヴィットリオ・ヴェネト級 | リットリオ               | 長縄まりあ |      |
| 重巡洋艦 | ザラ級                   | ザラ                     | 齋藤小浪   |      |
| 重巡洋艦 | ザラ級                   | フィウメ                 | 高田憂希   |      |
| 重巡洋艦 | ザラ級                   | ゴリツィア               | 秦佐和子   |      |
| 軽空母   | －                       | ジュゼッペ・ガリバルディ | 綾瀬有     |      |
| 軽空母   | －                       | カヴール                 | 加隈亜衣   |      |

NIS諸国/ソ連海軍
| 艦種           | 艦級                     | 艦名                   | 声優       | 備考   |
| -------------- | ------------------------ | ---------------------- | ---------- | ------ |
| 戦艦           | ガングート級             | ガングート             | 上坂すみれ |        |
| 戦艦           | ガングート級             | マラート               | 千本木彩花 |        |
| 戦艦           | ソビエツキー・ソユーズ級 | ソビエツキー・ソユーズ | 大西沙織   | 未成艦 |
| 軽空母         | キエフ級                 | キエフ                 | 高野麻里佳 |        |
| 軽空母         | キエフ級                 | ミンスク               | 加隈亜衣   |        |
| 軽巡洋艦       | マクシム・ゴーリキー級   | マクシム・ゴーリキー   | 大野柚布子 |        |
| ミサイル巡洋艦 | スラヴァ級               | スラヴァ               | 木村優     |        |
| ミサイル巡洋艦 | スラヴァ級               | マーシャル・ウスチノフ | 浜崎奈々   |        |
| ミサイル巡洋艦 | スラヴァ級               | ヴァリヤーク           | 上坂すみれ | 初期艦 |
| ミサイル巡洋艦 | スラヴァ級               | ウクライナ             | 会沢紗弥   |        |
| ミサイル巡洋艦 | キーロフ級               | キーロフ               | 小野寺瑠奈 |        |
| ミサイル巡洋艦 | キーロフ級               | フルンゼ               | 内山夕実   |        |
| ミサイル巡洋艦 | キーロフ級               | カリーニン             | 篠原侑     |        |
| 駆逐艦         | タシュケント級           | タシュケント           | 佐藤あずさ |        |
| ミサイル駆逐艦 | ソヴレメンヌイ級         | ソヴレメンヌイ         | 野口瑠璃子 |        |

中国海軍
大戦期の中華民国海軍に属した軽巡洋艦3隻は共通で全地域版に登場している。
| 艦種     | 艦級   | 艦名 | 声優     | 備考 |
| -------- | ------ | ---- | -------- | ---- |
| 軽巡洋艦 | －     | 逸仙 | 劉セイラ |      |
| 軽巡洋艦 | 寧海級 | 寧海 | 劉セイラ |      |
| 軽巡洋艦 | 寧海級 | 平海 | 劉セイラ |      |

以下に挙げる台湾海軍現役艦は、繁体字版と日本版のみ登場している。
| 艦種           | 艦級   | 艦名 | 声優   | 備考 |
| -------------- | ------ | ---- | ------ | ---- |
| ミサイル駆逐艦 | 基隆級 | 基隆 | 掛川渚 |      |

以下に挙げる清朝の北洋水師及び戦後の人民解放軍海軍に属した艦船は、中国大陸版のみ登場している。音声は中国語（普通話）のみ収録。
| 艦種       | 艦級                 | 艦名 | 声優（中国話） | 備考           |
| ---------- | -------------------- | ---- | -------------- | -------------- |
| 防護巡洋艦 | 致遠級               | 致遠 | 劉雯           | 中国大陸版限定 |
| 軽巡洋艦   | アリシューザ級 (2代) | 重慶 | 劉雯           | 中国大陸版限定 |

大韓民国海軍
いずれも韓国版限定で、日本版他には登場していない。音声は朝鮮語のみ収録。
| 艦種           | 艦級         | 艦名       | 声優（朝鮮語） | 備考       |
| -------------- | ------------ | ---------- | -------------- | ---------- |
| ミサイル駆逐艦 | 広開土大王級 | 広開土大王 | キム・ボナ     | 韓国版限定 |
| ミサイル駆逐艦 | 世宗大王級   | 世宗大王   | チョ・ギョンイ | 韓国版限定 |

海賊
| 艦種 | 艦級     | 艦名                       | 声優       | 備考 |
| ---- | -------- | -------------------------- | ---------- | ---- |
| 戦艦 | ガレー船 | クイーン・アンズ・リベンジ | 伊藤あすか |      |

### 鬼姫
アビソールの中でも高い知能と身体能力を持った個体。日本の伝承に登場する鬼のような角を持つことが特徴のため「鬼姫」と呼ばれている。艦姫の「姫艦装甲」は鬼姫が戦闘時に用いる「鬼艦装甲」を基に開発された。戦闘能力に応じた序列が存在する。
ゲーム中でドロップする「霊魂」を集めることにより浄化され、プレイアブルキャラクターとして使用が可能になる。
| 艦種 | 序列 | 艦名             | 声優       | 備考            |
| ---- | ---- | ---------------- | ---------- | --------------- |
| ???  | 6位  | ウァレフォル     | 種田梨沙   | →金剛           |
| ???  | 7位  | アモン           | 早見沙織   | →赤城           |
| ???  | 9位  | パイモン         | Lynn       | →ビスマルク     |
| ???  | 11位 | グシオン         | 上田麗奈   | →ウィスコンシン |
| ???  | 15位 | エリゴス         | 小倉唯     | →三笠           |
| ???  | 18位 | バティン         | 佐藤あずさ | →タシュケント   |
| ???  | 21位 | モラクス         | 木村優     | →青葉           |
| ???  | 22位 | イポス           | 長縄まりあ | →リットリオ     |
| ???  | 23位 | アイム           | 洲崎綾     | →ジャン・バール |
| ???  | 27位 | ロノウェ         | 千本木彩花 | →マラート       |
| ???  | 28位 | ベリト           | 上坂すみれ | →ガングート     |
| ???  | 31位 | フォラス         | 佐倉綾音   | →日向           |
| ???  | 33位 | ガープ           | 劉セイラ   | →逸仙           |
| ???  | 47位 | ウヴァル         | 五十嵐裕美 | →龍驤           |
| ???  | 49位 | クロケル         | 鈴木みのり | →ハボクック     |
| ???  | 51位 | バラム           | 今井麻夏   | →グローリアス   |
| ???  | 53位 | カイム           | 高野麻美   | →メリーランド   |
| ???  | 57位 | オセ             | 飯田友子   | →ケルン         |
| ???  | 58位 | アミー           | 雨宮天     | →雪風           |
| ???  | 65位 | アンドレアルフス | 小野寺瑠奈 | →イラストリアス |
| ???  | 66位 | キマリス         | 山崎はるか | →ウィチタ       |
| ???  | 67位 | アムドゥスキアス | 小澤亜李   | →ユニコーン     |

## 楽曲
テーマソング『奮い立て! 希望の姫』
作詞・歌唱 - 片霧烈火
作曲・編曲 - 浅田靖
2018年7月26日のニコニコ生放送でテーマソングの作成が発表され、9月18日に完成版のPVが公開された。

## 知的財産紛争
2018年6月28日、『艦これアーケード』を開発・運営するセガ・インタラクティブ（当時、現「セガ(2代目)」）は同作との「関連性を指摘されているサービス」がスマートフォン向けに提供されていることを把握しており「関係各所と連絡を取り合っております（中略）本製品と類似するサービスは一切提供しておりません」とするプレスリリースを公表した。
同年7月11日、セガと『艦これ』の原著作に名を連ねるC2プレパラート（代表取締役：田中謙介、以下「C2」）の2社は東京地方裁判所に対して著作権法および不正競争防止法違反を理由に日本国内での『アビス・ホライズン』配信差し止めを求める仮処分を申請した。当時の日本版運営であったMTJは仮処分申請に対し「セガ及びC2の主張には理由がなく（中略）今後の裁判手続を通じて、その正当性を主張していく所存です」と全面的に争う姿勢を表明している。
7月31日、MTJはセガの報道発表から3週間近く経過した同日の時点で裁判所から仮処分申立の書類送達を受けておらず、セガ側の主張内容を確認できていないとするプレスリリースを公表した。その後、MTJは8月20日に書類送達を受けたことを翌8月21日に公表したが、このプレスリリース上ではセガ側の申請の日付が同社のプレスリリースにある「7月11日」でなく「8月3日」となっていることを指摘している。セガ側は8月24日にMTJの21日付プレスリリースを受ける形で『艦これアーケード』公式サイト上に経過報告を掲載し、7月11日付の申請に手続き上の問題があり一旦取り下げて8月3日に再申請したこと、8月17日に債権者側審尋を終えており9月11日に債務者側審尋が実施される予定であることを公表した。
セガは2019年1月11日に「2018年12月31日をもってMTJは「アビス・ホライズン」の配信/運営から撤退する事が法廷の場で告知」されたことを艦これアーケードのサイト上で発表し、「MorningTec Japan株式会社が実際に撤退したことが確認でき次第、同社に対して行った申立てを取り下げる予定」とした。これに対し、旧運営のMTJと日本版運営を引き継いだ煜顔国際有限公司（以下「YY」）はそれぞれ前年10月以降の経過説明を行い、その中でセガ側がMTJに対して和解を申し入れていたことを公表した。MTJからYYへ日本版運営権が譲渡されたことについては、YYの設立母体であるshinecolorから「グローバル展開のため」として申し入れがあったことを理由とし、セガとの法廷闘争との関連性については否定している。セガは一部取材に対してMTJ側へ和解を申し入れた事実を否定し、日本版の運営権譲渡が事後に公表されたことと併せて「誠に遺憾」とコメントした。